# Maestrani
Pour les articles homonymes, voir Munz.
Maestrani Schweizer Schokoladen AG, ou Maestrani Chocolats Suisses SA, est une entreprise suisse localisée à Flawil spécialisée dans la confection de confiseries et de chocolat suisse. L'entreprise distribue et commercialise deux marques connexes que sont Munz et Minor.

## Histoire
Aquilino Maestrani, jeune entrepreneur à cette époque, ayant appris l'art de la fabrication du chocolat auprès de son père, ouvre sa propre affaire à Lucerne en 1852. Sept ans plus tard, l'entreprise est délocalisée en 1859 à Saint-Gall, endroit dans lequel le chocolat confectionné par Maestrani se sera grandement popularisé. En 1875, la demande de produits Maestrani est si importante qu'une usine est ouverte à l'Est de la ville. En 1880, Aquilino Maestrani décède et ses trois fils — Ludovic, Roberto et Savino — font entrer l’entreprise, en tant que société collective A. Maestrani & Co., durant le XXe siècle.  En 1912, la société acquiert le nouveau nom de Maestrani Schweizer Schokoladen AG (Maestrani Chocolats Suisses SA, en français). Durant la Première Guerre mondiale, une grave crise économique s'installe au sein de la société à la suite d'une pénurie des matières premières.
En 1998, Maestrani rachète la chocolaterie Munz à Flawil,. Peu de temps après son 150e anniversaire, le site de production et le siège de la société sont transférés de Saint-Gall,. 